# Magrie
Magrie é uma comuna francesa na região administrativa de Occitânia, no departamento de Aude. Estende-se por uma área de 9,95 km². Em 2010 a comuna tinha 536 habitantes (densidade: 53,9 hab./km²).